# Wolfgang Pennigsdorf
Wolfgang Pennigsdorf (* 5. September 1935 in Wetzlar) ist ein deutscher Jurist und Politiker (SPD). Er war Mitglied des Niedersächsischen Landtages.
Nach dem Abitur im Jahr 1956 wurde Wolfgang Pennigsdorf zunächst 1959 Zollinspektor. Er studierte in Frankfurt und Erlangen Rechtswissenschaften und absolvierte das Referendarexamen im Jahr 1963. In der Folge wurde er wissenschaftlicher Mitarbeiter an der Technischen Hochschule Darmstadt am Lehrstuhl II für Politik in den Jahren 1963 bis 1967, und er legte 1967 die zweite juristische Staatsprüfung ab. Danach arbeitete er in den Jahren 1967 bis 1978 für den Hauptvorstand der Industriegewerkschaft Chemie, Papier, Keramik als Justiziar. Ab März 1978 arbeitete er in einer Hannoverschen Anwaltspraxis.
Vom 21. Juni 1970 bis 20. Juni 1982 war Wolfgang Pennigsdorf Mitglied des Niedersächsischen Landtages (7. bis 9. Wahlperiode); vom 8. März 1976 bis 20. Juni 1978 übernahm er den stellvertretenden Vorsitz der SPD-Landtagsfraktion.
Er ist verheiratet und hat zwei Kinder.